# Royaume d'Allemagne
Le royaume d'Allemagne (KRD, en allemand : Königreich Deutschland) est une organisation du mouvement des citoyens du Reich fondée en septembre 2012 à Wittenberg (Saxe-Anhalt) par Peter Fitzek. Considérée comme présentant des risques de dérives sectaires par les services de renseignement allemands, le royaume d'Allemagne est officiellement interdit le 13 mai 2025.

## Fondation
Le royaume d'Allemagne est fondé en septembre 2012 à Wittenberg par Peter Fitzek, qui se couronne lui-même « Peter Ier »,,. Fitzek crée cette structure en réaction à ce qu'il considère comme une « manipulation de masse » sévissant dans la société allemande, après avoir échoué à se faire élire comme maire et à entrer au Bundestag.

## Organisation

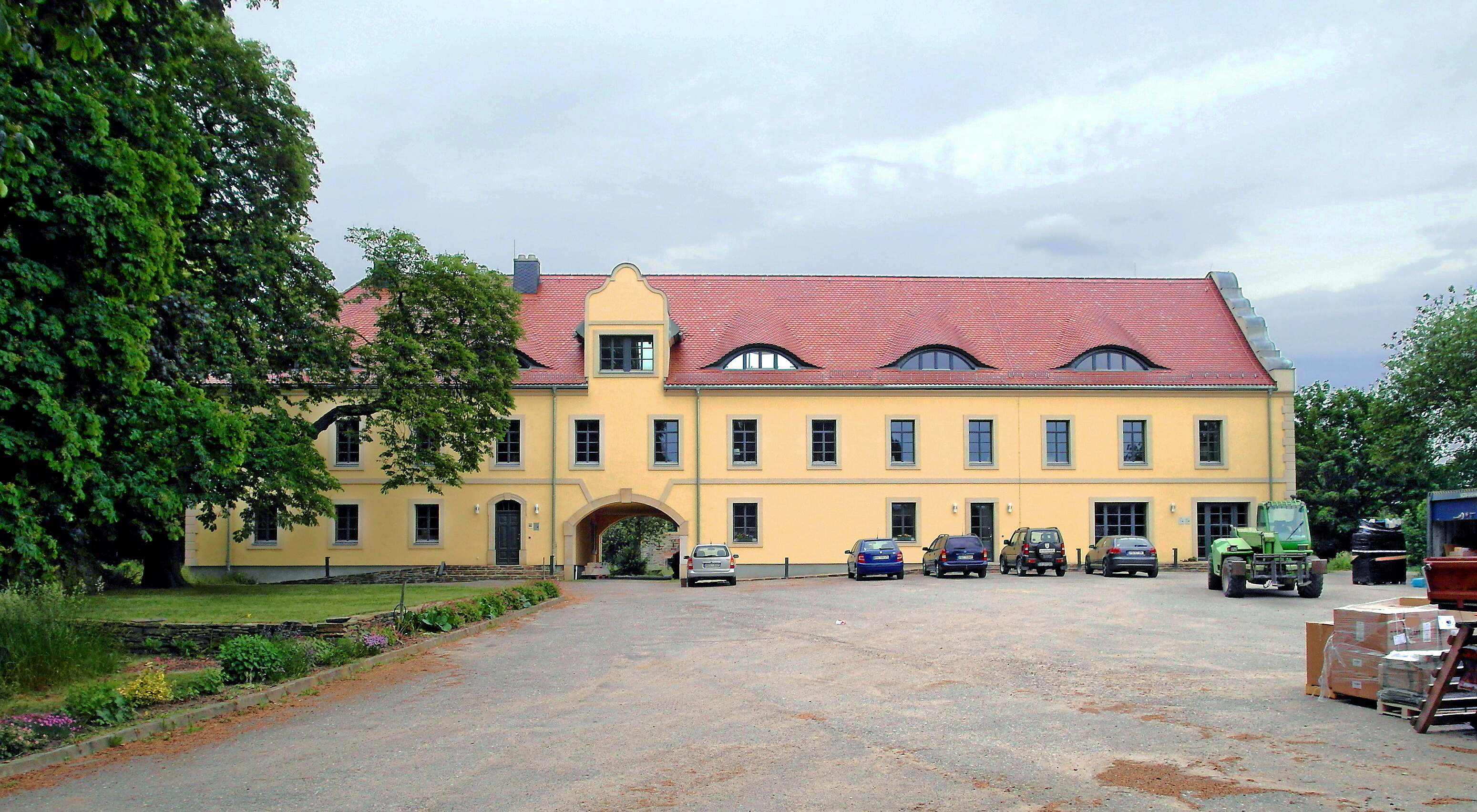
Propriété du KRD à Halsbrücke, en Saxe.

En 2022, le royaume revendique environ 5 000 citoyens. En 2024, ils sont estimés à 6 000. Ils sont répartis sur plusieurs propriétés achetées en Allemagne. En 2023, il réalise l'acquisition d'un bien immobilier d'une valeur de 5,5 millions d'euros,.
Son siège à Wittenberg dispose de bâtiments administratifs, d'un atelier de menuiserie, d'une boutique de souvenirs et d'une cantine végétalienne. Il compte une trentaine d'habitants.
Le royaume dispose de sa propre monnaie, imprime ses propres cartes d'identité, a son propre drapeau et émet ses propres permis de conduire,,. Les membres de cette communauté ne paient pas d'impôts allemands, refusent d'envoyer leurs enfants à l'école (ce qui est illégal en Allemagne), et disposent de leurs propres structures juridiques supervisées par Fitzek,.
Le royaume d'Allemagne tente également de développer une « caisse d'intérêt commun » alternative au système bancaire, dont plusieurs représentations sont fermées par l'Autorité fédérale de supervision financière en 2023.
Son fonctionnement repose sur des cotisations (374 euros pour devenir membre) et l'exploitation de sympathisants qui travaillent gratuitement à la rénovation des propriétés acquises, notamment un terrain de 50 000 m² en Saxe et un château.
Les services de renseignement allemands considèrent que ce mouvement présente des risques de dérives sectaires, en raison de son emprise mentale, de ses exigences financières et de son discours antisocial.

## Idéologie
Le royaume d'Allemagne est un mouvement complotiste, et antisémite. Il appartient au mouvement des citoyens du Reich, qui ne reconnaissent pas la légitimité de l'État allemand d'après-guerre,, et est la plus grande organisation de ce mouvement durant son activité.

## Poursuites judiciaires et interdiction
En 2023, les autorités allemandes mènent une perquisition au siège de Wittenberg, en raison de soupçons concernant la fondation et l'exploitation d'une compagnie d'assurance-maladie sans autorisation par le KRD.
Le 13 mai 2025, le gouvernement allemand interdit officiellement le KRD. Des centaines de membres des forces de l'ordre mènent des raids dans sept Länder et arrêtent quatre suspects, dont Peter Fitzek, accusés d'avoir créé des structures étatiques parallèles illégales,,.

## Activités en Suisse
Selon une enquête de la Schweizer Radio und Fernsehen, le royaume d'Allemagne utilise la Suisse comme base arrière pour ses activités financières et son expansion. Environ une centaine de citoyens suisses entretiennent des liens étroits avec l'organisation, certains ayant versé jusqu'à 20 000 euros,,.
Des documents internes révèlent que le KRD utilise six comptes bancaires suisses par lesquels transitent des sommes importantes (environ un million d'euros recensés en 2022). Le mouvement organise un événement de lancement à Bâle en 2023, suivi d'autres rassemblements en Suisse alémanique, où sont proposés divers services financiers non autorisés (comptes bancaires, assurances, monnaie alternative). Plusieurs militants suisses sont actifs dans l'organisation, notamment dans le cadre de l'acquisition de propriétés en Allemagne,,.